# Duc de Masòvia

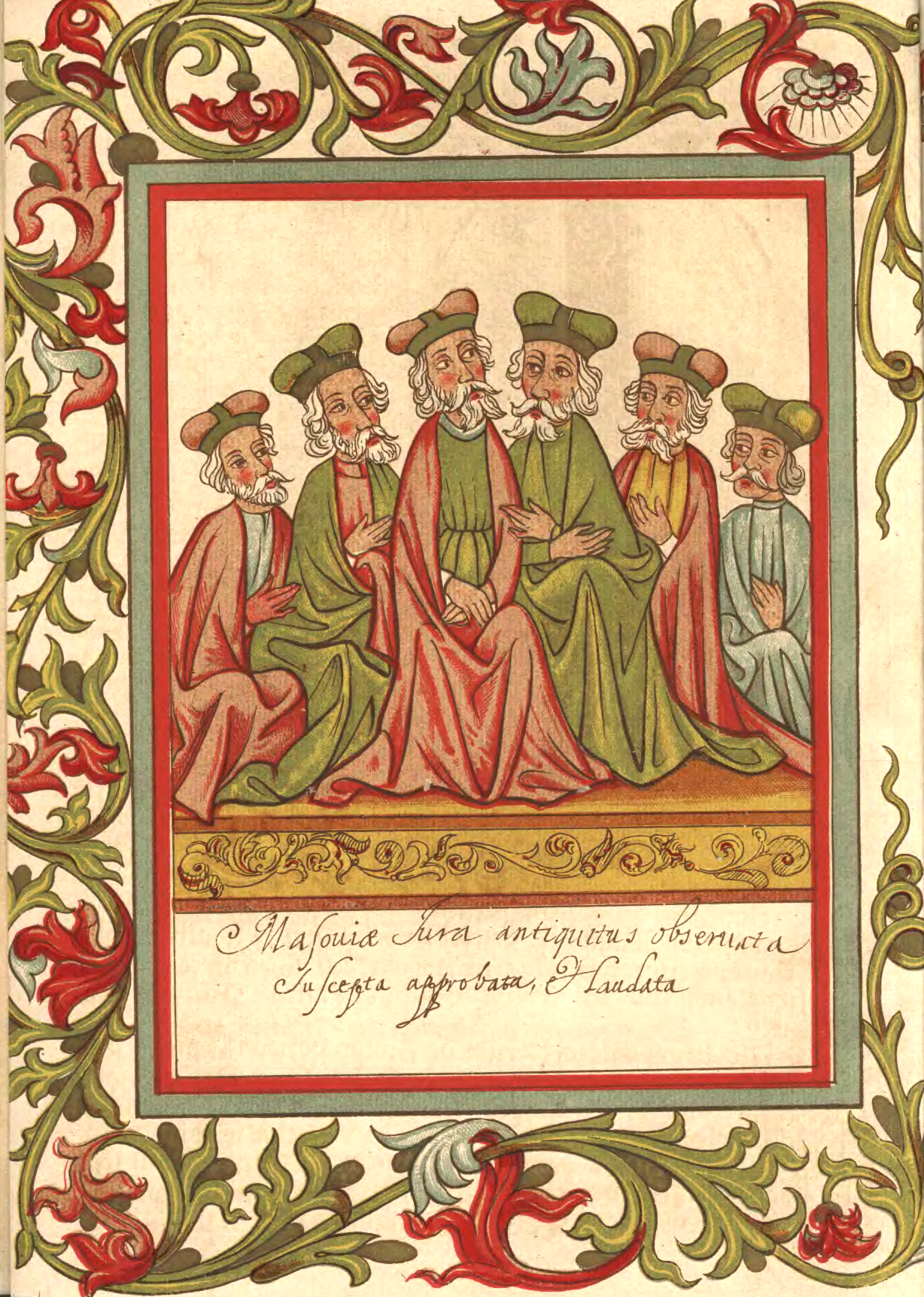
Ducs de Masòvia el 1450

Duc de Masòvia (polonès: Książę Mazowsza) va ser un títol creat pels fills i descendents del duc polonès Boleslau III de Polònia. D'acord amb l'última voluntat i testament de Bolesław, a la seva mort les seves terres es van dividir en quatre a cinc províncies hereditàries distribuïdes entre els seus fills, i una província reial de Cracòvia reservada al més gran, que havia de ser gran duc de Polònia. Aquesta va ser coneguda com la fragmentació de Polònia. Els desenvolupaments posteriors condueixen a una major divisió dels ducats.
A continuació es mostra una llista de tots els governants del Ducat de Masòvia i de les seves parts. Tot i que no tots els titulars que figuren aquí tenien drets sobre el títol de duc de Masòvia, tots ells figuren com a tals per senzillesa.
Cal tenir en compte també que algunes de les dates són aproximades i es podria disputar la propietat de determinats terrenys. Finalment, aquesta taula no inclou terres governades per ducs d'altres parts de Polònia dividida o Venceslau II i Venceslau III.

## Ducat de Masòvia

### Particions de Masòovia
El Ducat va passar per diversos canvis de frontera en els següents anys, de vegades perdent i de vegades guanyant territori.
| 1138–1275      | Ducat de Masòvia         | Ducat de Masòvia         | Ducat de Masòvia         | Ducat de Masòvia         | Ducat de Masòvia         | Ducat de Masòvia         | Ducat de Masòvia         | Ducat de Masòvia         | Ducat de Masòvia         | Ducat de Masòvia         | Ducat de Masòvia    | Ducat de Masòvia    | Ducat de Masòvia    | Ducat de Masòvia    | Ducat de Masòvia    |
| 1275–1294      | Ducat de Czersk          | Ducat de Czersk          | Ducat de Czersk          | Ducat de Czersk          | Ducat de Czersk          | Ducat de Czersk          | Ducat de Płock           | Ducat de Płock           | Ducat de Płock           | Ducat de Płock           | Ducat de Płock      | Ducat de Płock      | Ducat de Płock      | Ducat de Płock      | Ducat de Płock      |
| 1294-1310      | Ducat de Masòvia         | Ducat de Masòvia         | Ducat de Masòvia         | Ducat de Masòvia         | Ducat de Masòvia         | Ducat de Masòvia         | Ducat de Masòvia         | Ducat de Masòvia         | Ducat de Masòvia         | Ducat de Masòvia         | Ducat de Masòvia    | Ducat de Masòvia    | Ducat de Masòvia    | Ducat de Masòvia    | Ducat de Masòvia    |
| 1310-1313      | Ducat de Czersk          | Ducat de Czersk          | Ducat de Czersk          | Ducat de Masòvia         | Ducat de Masòvia         | Ducat de Masòvia         | Ducat de Masòvia         | Ducat de Masòvia         | Ducat de Masòvia         | Ducat de Masòvia         | Ducat de Masòvia    | Ducat de Masòvia    | Ducat de Masòvia    | Ducat de Masòvia    | Ducat de Masòvia    |
| 1313-1345      | Ducat de Varsòvia        | Ducat de Varsòvia        | Ducat de Varsòvia        | Ducat de Varsòvia        | Ducat de Varsòvia        | Ducat de Varsòvia        | Ducat de Rawa            | Ducat de Rawa            | Ducat de Rawa            | Ducat de Płock           | Ducat de Płock      | Ducat de Płock      | Ducat de Płock      | Ducat de Płock      | Ducat de Płock      |
| 1345-1349      | Ducat de Varsòvia-Rawa   | Ducat de Varsòvia-Rawa   | Ducat de Varsòvia-Rawa   | Ducat de Varsòvia-Rawa   | Ducat de Varsòvia-Rawa   | Ducat de Varsòvia-Rawa   | Ducat de Varsòvia-Rawa   | Ducat de Varsòvia-Rawa   | Ducat de Varsòvia-Rawa   | Ducat de Płock           | Ducat de Płock      | Ducat de Płock      | Ducat de Płock      | Ducat de Płock      | Ducat de Płock      |
| 1349-1351      | Ducat de Varsòvia        | Ducat de Varsòvia        | Ducat de Varsòvia        | Ducat de Varsòvia        | Ducat de Varsòvia        | Ducat de Varsòvia        | Ducat de Rawa            | Ducat de Rawa            | Ducat de Rawa            | Ducat de Płock           | Ducat de Płock      | Ducat de Płock      | Ducat de Płock      | Ducat de Płock      | Ducat de Płock      |
| 1351-1355      | Ducat de Varsòvia        | Ducat de Varsòvia        | Ducat de Varsòvia        | Ducat de Varsòvia        | Ducat de Varsòvia        | Ducat de Varsòvia        | Ducat de Rawa            | Ducat de Rawa            | Ducat de Rawa            | Annex a Polònia          | Annex a Polònia     | Annex a Polònia     | Annex a Polònia     | Annex a Polònia     | Annex a Polònia     |
| 1355-1370      | Ducat de Varsòvia-Rawa   | Ducat de Varsòvia-Rawa   | Ducat de Varsòvia-Rawa   | Ducat de Varsòvia-Rawa   | Ducat de Varsòvia-Rawa   | Ducat de Varsòvia-Rawa   | Ducat de Varsòvia-Rawa   | Ducat de Varsòvia-Rawa   | Ducat de Varsòvia-Rawa   | Annex a Polònia          | Annex a Polònia     | Annex a Polònia     | Annex a Polònia     | Annex a Polònia     | Annex a Polònia     |
| 1370-1381      | Ducat de Masòvia         | Ducat de Masòvia         | Ducat de Masòvia         | Ducat de Masòvia         | Ducat de Masòvia         | Ducat de Masòvia         | Ducat de Masòvia         | Ducat de Masòvia         | Ducat de Masòvia         | Ducat de Masòvia         | Ducat de Masòvia    | Ducat de Masòvia    | Ducat de Masòvia    | Ducat de Masòvia    | Ducat de Masòvia    |
| 1381-1434      | Ducat de Varsòvia        | Ducat de Varsòvia        | Ducat de Varsòvia        | Ducat de Płock-Rawa      | Ducat de Płock-Rawa      | Ducat de Płock-Rawa      | Ducat de Płock-Rawa      | Ducat de Płock-Rawa      | Ducat de Płock-Rawa      | Ducat de Płock-Rawa      | Ducat de Płock-Rawa | Ducat de Płock-Rawa |                     |                     |                     |
| 1434-1442 / 59 | Ducat de Varsòvia        | Ducat de Varsòvia        | Ducat de Varsòvia        | Ducat de Rawa            | Ducat de Rawa            | Ducat de Rawa            | Ducat de Płock           | Ducat de Płock           | Ducat de Płock           | Ducat de Bełz            | Ducat de Bełz       | Ducat de Bełz       |                     |                     |                     |
| 1442 / 59-1462 | Ducat de Varsòvia        | Ducat de Varsòvia        | Ducat de Varsòvia        | Ducat de Płock-Rawa      | Ducat de Płock-Rawa      | Ducat de Płock-Rawa      | Ducat de Płock-Rawa      | Ducat de Płock-Rawa      | Ducat de Płock-Rawa      | Ducat de Płock-Rawa      | Ducat de Płock-Rawa | Ducat de Płock-Rawa | Ducat de Płock-Rawa | Ducat de Płock-Rawa | Ducat de Płock-Rawa |
| 1462-1471      | Ducat de Masòvia         | Ducat de Masòvia         | Ducat de Masòvia         | Ducat de Masòvia         | Ducat de Masòvia         | Ducat de Masòvia         | Ducat de Masòvia         | Ducat de Masòvia         | Ducat de Masòvia         | Ducat de Masòvia         | Ducat de Masòvia    | Ducat de Masòvia    | Ducat de Masòvia    | Ducat de Masòvia    | Ducat de Masòvia    |
| 1471-1488      | Ducat de Czersk          | Ducat de Czersk          | Ducat de Czersk          | Ducat de Czersk          | Ducat de Czersk          | Ducat de Varsòvia        | Ducat de Varsòvia        | Ducat de Varsòvia        | Ducat de Varsòvia        | Ducat de Varsòvia        | Ducat de Płock      | Ducat de Płock      | Ducat de Płock      | Ducat de Płock      | Ducat de Płock      |
| 1488-1495      | Ducat de Czersk-Varsòvia | Ducat de Czersk-Varsòvia | Ducat de Czersk-Varsòvia | Ducat de Czersk-Varsòvia | Ducat de Czersk-Varsòvia | Ducat de Czersk-Varsòvia | Ducat de Czersk-Varsòvia | Ducat de Czersk-Varsòvia | Ducat de Czersk-Varsòvia | Ducat de Czersk-Varsòvia | Ducat de Płock      | Ducat de Płock      | Ducat de Płock      | Ducat de Płock      | Ducat de Płock      |
| 1495-1526      | Ducat de Masòvia         | Ducat de Masòvia         | Ducat de Masòvia         | Ducat de Masòvia         | Ducat de Masòvia         | Ducat de Masòvia         | Ducat de Masòvia         | Ducat de Masòvia         | Ducat de Masòvia         | Ducat de Masòvia         | Ducat de Masòvia    | Ducat de Masòvia    | Ducat de Masòvia    | Ducat de Masòvia    | Ducat de Masòvia    |

### Ducs de Masòvia

#### Dinastia Piast
| Governant                                 | Governant | Naixement                            | Regnat                  | Mort                                      | Governa a                      | Consort | Notes |
| ----------------------------------------- | --------- | ------------------------------------ | ----------------------- | ----------------------------------------- | ------------------------------ | --- | --- |
| Boleslau IV de Polònia                    |           | 1125                                 | 1138-1173               | 5 de gener de 1173                        | Masòvia                        | Viacheslava Vsevolodovna de Novgorod 1138 tres fills Maria després de 1160 sense fills | Fill de Bolesław III Wrymouth de Polònia. També Duc de Silèsia i monarca de Polònia. |
| Leszek I                                  |           | 1162                                 | 1173-1186               | 1186                                      | Masòvia                        | No es va casar | Fill de Bolesław IV. |
| Casimir II de Polònia                     |           | 1138                                 | 1186-1194               | 5 de maig de 1194                         | Masòvia                        | 1163 set fills | Fill de Bolesław III Wrymouth de Polònia. També monarca de Polònia. |
| Helena de Moravia-Znojmo (regent)         |           | 1141                                 | 1194-1200               | 1202/6                                    | Masòvia                        | 1163 set fills | Regent en nom del seu fill. |
| Leszek I el Blanc                         |           | 1184/5                               | 1194-1200               | 24 de novembre de 1227                    | Masòvia                        | Grimislava Ingvarevna de Lutsk entre 1208 i 1211 tres fills | Fill de Casimir el Just. També monarca de Polònia, després de la seva abdicació de Masòvia en el seu germà Conrad, el 1200. |
| Conrad I de Masòvia                       |           | 1187/8                               | 1200-1247               | 31 d'agost de 1247                        | Masòvia                        | Agafia Yaroslavna de Peremyshl entre 1207 i 1210 deu fills | Fill de Casimir the Just. També monarca de Polònia. |
| Boleslaus I                               |           | 1208                                 | 1247-1248               | 25 de febrer de 1248                      | Masòvia                        | Gertrude de la baixa Silèsia 1232 sense fills Anastasia Alexandrovna de Belz entre 1245 i juliol de 1247 sense fills                                                                                                   | Fill de Conrad I. Mort sense descendents. |
| Siemowit I                                |           | 1224/8                               | 1248-1262               | 23 de juny de 1262                        | Masòvia                        | 1248 tres fills | Germà de Bolesław I. Mort en una batalla contra els lituans. |
| Pereyaslava Danilovna de Halych (regent)  |           | Before 1248                          | 1262-1264               | 12 d'abril de 1283                        | Masòvia                        | 1248 tres fills | Regent durant la captivitat de Conrad a Lituània. |
| Boleslau, Duc de la Gran Polònia (regent) |           | 1224/7                               | 1262-1264               | 14 d'abril de 1279                        | Masòvia                        | Violant de Polònia 1257 tres fills | Regent durant la captivitat de Conrad a Lituània. |
| Conrad II                                 |           | 1250                                 | 1264-1275               | 24 de juny o 21 de sembre de 1294         | Masòvia                        | Hedwig de Legnica 1265/70 un fill | Alliberat després de dos anys de captivitat. El 1275 va dividir el territori amb el seu germà Bolesław. Després de la divisió del ducat, va rebre Czersk. La seva mort sense descendència va permetre el seu germà reunificar el ducat. |
| Conrad II                                 | 1275-1294 | 1250                                 | Czersk                  | 24 de juny o 21 de sembre de 1294         |                                | Hedwig de Legnica 1265/70 un fill | Alliberat després de dos anys de captivitat. El 1275 va dividir el territori amb el seu germà Bolesław. Després de la divisió del ducat, va rebre Czersk. La seva mort sense descendència va permetre el seu germà reunificar el ducat. |
| Boleslau II                               |           | 1253/8                               | 1275-1294               | 20 d'abril de 1313                        | Płock                          | Gaudemantė Sophia de Lituània 1279 tres fills Kunigun de Bohèmia 1291 (divorciat 1302) dos fills | Reunificat el ducat després de la mort del seu germà, però després de la seva pròpia mort, Masòvia va tornar a ser dividida. |
| Boleslau II                               | 1294-1313 | 1253/8                               | Masòvia                 | 20 d'abril de 1313                        |                                | Gaudemantė Sophia de Lituània 1279 tres fills Kunigun de Bohèmia 1291 (divorciat 1302) dos fills | Reunificat el ducat després de la mort del seu germà, però després de la seva pròpia mort, Masòvia va tornar a ser dividida. |
| Trojden I                                 |           | 1284/6                               | 1310-1313               | 13 de març de 1341                        | Czersk                         | Maria Yurievna de Galítsia-Volínia 1309/10 quatre fills | Fill de Boleslau II, va retenir Czersk en vida del seu pare. Després de la mort de Boleslau, Trojden va rebre més terres en herència i va fer de Varsòvia la nova capital. Va posar el seu fill al tron de Principat de Galítsia-Volínia. |
| Trojden I                                 | 1313-1341 | 1284/6                               | Varsòvia                | 13 de març de 1341                        |                                | Maria Yurievna de Galítsia-Volínia 1309/10 quatre fills | Fill de Boleslau II, va retenir Czersk en vida del seu pare. Després de la mort de Boleslau, Trojden va rebre més terres en herència i va fer de Varsòvia la nova capital. Va posar el seu fill al tron de Principat de Galítsia-Volínia. |
| Siemowit II                               |           | 1283                                 | 1313-1345               | 18 de febrer de 1345                      | Rawa                           | No es va casar | Fill de Boleslau II, va retenir Rawa. No va tenir descendència i el seu ducat va ser heretat pels seus nebots Siemowit III i Casimir I. |
| Wenceslau I                               |           | 1293/7                               | 1313-1336               | 23 de maig de 1336                        | Płock                          | Dannila Elisabeth de Lituània 1316 dos fills | Fill de Boleslau II, va retenir Płock. |
| Siemowit II, Duc de Rawa (regent)         |           | 1283                                 | 1336-1340               | 18 de febrer de 1345                      | Płock                          | No es va casar | Regents en nom dels seus nebots, Bolesław III. |
| Trojden I, Duc de Varsòvia (regent)       |           | 1284/6                               | 1336-1340               | 13 de març de 1341                        | Płock                          | Maria Yurievna de Galítsia-Volínia 1309/10 quatre fills | Regents en nom dels seus nebots, Bolesław III. |
| Boleslaus III                             |           | 1322/30                              | 1340-1351               | 20 d'agost de 1351                        | Płock                          | No es va casar | Fill de Wenceslau. El 1351 Płock va ser annexat pel regne de Polònia. |
| Annexió al regne de Polònia (1351-1370)   |           |                                      |                         |                                           |                                | | |
| Casimir I                                 |           | 1329/31                              | 1341-1345               | 26 de novembre de /5 de desembre de 1355  | Varsòvia                       | No es va casar | Fills de Trojden I, van governar junts. El 1345 van heretar Rawa. El 1349 van dividir el territori entre ells: Siemowit va rebre Varsòvia i Casimir Rawa. Després de la mort de Casimir sense descendència el 1355, Siemowit va reunificar Masòvia. També va rebre Płock de Polònia el 1370. Després de la seva mort el ducat va ser altre cop dividit entre els seus fills Janusz I i Siemowit IV. |
| Casimir I                                 | 1345-1349 | 1329/31                              | Varsòvia i Rawa         | 26 de novembre de /5 de desembre de 1355  |                                | No es va casar | Fills de Trojden I, van governar junts. El 1345 van heretar Rawa. El 1349 van dividir el territori entre ells: Siemowit va rebre Varsòvia i Casimir Rawa. Després de la mort de Casimir sense descendència el 1355, Siemowit va reunificar Masòvia. També va rebre Płock de Polònia el 1370. Després de la seva mort el ducat va ser altre cop dividit entre els seus fills Janusz I i Siemowit IV. |
| Casimir I                                 | 1349-1355 | 1329/31                              | Rawa                    | 26 de novembre de /5 de desembre de 1355  |                                | No es va casar | Fills de Trojden I, van governar junts. El 1345 van heretar Rawa. El 1349 van dividir el territori entre ells: Siemowit va rebre Varsòvia i Casimir Rawa. Després de la mort de Casimir sense descendència el 1355, Siemowit va reunificar Masòvia. També va rebre Płock de Polònia el 1370. Després de la seva mort el ducat va ser altre cop dividit entre els seus fills Janusz I i Siemowit IV. |
| Siemowit III                              |           | 1320                                 | 1341-1345               | 16 de juny de 1381                        | Varsòvia                       | Euphemia d'Opava 1335 cinc fills Anna de Ziębice c.1360 tres fills | Fills de Trojden I, van governar junts. El 1345 van heretar Rawa. El 1349 van dividir el territori entre ells: Siemowit va rebre Varsòvia i Casimir Rawa. Després de la mort de Casimir sense descendència el 1355, Siemowit va reunificar Masòvia. També va rebre Płock de Polònia el 1370. Després de la seva mort el ducat va ser altre cop dividit entre els seus fills Janusz I i Siemowit IV. |
| Siemowit III                              | 1345-1349 | 1320                                 | Varsòvia i Rawa         | 16 de juny de 1381                        |                                | Euphemia d'Opava 1335 cinc fills Anna de Ziębice c.1360 tres fills | Fills de Trojden I, van governar junts. El 1345 van heretar Rawa. El 1349 van dividir el territori entre ells: Siemowit va rebre Varsòvia i Casimir Rawa. Després de la mort de Casimir sense descendència el 1355, Siemowit va reunificar Masòvia. També va rebre Płock de Polònia el 1370. Després de la seva mort el ducat va ser altre cop dividit entre els seus fills Janusz I i Siemowit IV. |
| Siemowit III                              | 1349-1355 | 1320                                 | Varsòvia                | 16 de juny de 1381                        |                                | Euphemia d'Opava 1335 cinc fills Anna de Ziębice c.1360 tres fills | Fills de Trojden I, van governar junts. El 1345 van heretar Rawa. El 1349 van dividir el territori entre ells: Siemowit va rebre Varsòvia i Casimir Rawa. Després de la mort de Casimir sense descendència el 1355, Siemowit va reunificar Masòvia. També va rebre Płock de Polònia el 1370. Després de la seva mort el ducat va ser altre cop dividit entre els seus fills Janusz I i Siemowit IV. |
| Siemowit III                              | 1355-1381 | 1320                                 | Masòvia                 | 16 de juny de 1381                        |                                | Euphemia d'Opava 1335 cinc fills Anna de Ziębice c.1360 tres fills | Fills de Trojden I, van governar junts. El 1345 van heretar Rawa. El 1349 van dividir el territori entre ells: Siemowit va rebre Varsòvia i Casimir Rawa. Després de la mort de Casimir sense descendència el 1355, Siemowit va reunificar Masòvia. També va rebre Płock de Polònia el 1370. Després de la seva mort el ducat va ser altre cop dividit entre els seus fills Janusz I i Siemowit IV. |
| Janusz I el vell                          |           | 1347/52                              | 1381-1429               | 8 de desembre de 1429                     | Varsòvia                       | Danutė Anna de Lituània 1371/3 quatre fills | Fill de Siemowit III, des de 1386 vassall hereditari de Polònia, després de 1391 Duc de Podlàquia. Malgrat la divisió, el ducat de Czersk va romandre annexat al ducat de Varsòvia. |
| Siemowit IV el jove                       |           | 1353/6                               | 1381-1426               | 21 de gener de 1426                       | Płock i Rawa                   | Alexandra de Lituània 1387 tretze fills | Fill de Siemowit III. Des de 1386, va ser vassall hereditari de Polònia, i, tanmateix havia perdut una bona part del seu domini a favor de l'Orde Teutònic el 1382 (Wizna, Zawkrze, Płońsk), va guanyar altres ducats (Bełz) de Polònia. |
| Trojden II                                |           | 1403/6                               | 1426-1427               | 25 de juliol de 1427                      | Płock i Rawa                   | No es va casar | Fills de Siemowit IV, va governar conjuntament. El 1434 els tres supervivents van dividir el territori: Siemowit va rebre Rawa, Casimir va rebre Bełz, i Ladislaus va rebre Płock. La mort de Siemowit i Casimir el 1442, ambdós sense descendència, va permetre Ladislaus reunir l'herència del seu pare. |
| Siemowit V                                |           | 1389                                 | 1426-1434               | 17 de febrer de 1442                      | Płock i Rawa                   | Margareta de Opava-Ráciborz Entre el 15 d'octubre de 1434 i el 17 de febrer de 1437 un fill | Fills de Siemowit IV, va governar conjuntament. El 1434 els tres supervivents van dividir el territori: Siemowit va rebre Rawa, Casimir va rebre Bełz, i Ladislaus va rebre Płock. La mort de Siemowit i Casimir el 1442, ambdós sense descendència, va permetre Ladislaus reunir l'herència del seu pare. |
| Siemowit V                                | 1434-1442 | 1389                                 | Rawa                    | 17 de febrer de 1442                      |                                | Margareta de Opava-Ráciborz Entre el 15 d'octubre de 1434 i el 17 de febrer de 1437 un fill | Fills de Siemowit IV, va governar conjuntament. El 1434 els tres supervivents van dividir el territori: Siemowit va rebre Rawa, Casimir va rebre Bełz, i Ladislaus va rebre Płock. La mort de Siemowit i Casimir el 1442, ambdós sense descendència, va permetre Ladislaus reunir l'herència del seu pare. |
| Casimir II                                |           | 1401/3                               | 1426-1434               | 15 de setembre de 1442                    | Płock i Rawa                   | Margareta Szamotuły 26 de juny de 1442 sense fills | Fills de Siemowit IV, va governar conjuntament. El 1434 els tres supervivents van dividir el territori: Siemowit va rebre Rawa, Casimir va rebre Bełz, i Ladislaus va rebre Płock. La mort de Siemowit i Casimir el 1442, ambdós sense descendència, va permetre Ladislaus reunir l'herència del seu pare. |
| Casimir II                                | 1434-1442 | 1401/3                               | Bełz                    | 15 de setembre de 1442                    |                                | Margareta Szamotuły 26 de juny de 1442 sense fills | Fills de Siemowit IV, va governar conjuntament. El 1434 els tres supervivents van dividir el territori: Siemowit va rebre Rawa, Casimir va rebre Bełz, i Ladislaus va rebre Płock. La mort de Siemowit i Casimir el 1442, ambdós sense descendència, va permetre Ladislaus reunir l'herència del seu pare. |
| Ladislau I                                |           | 1406/9                               | 1426-1434               | 11/12 de desembre de 1455                 | Płock i Rawa                   | Anna d'Oleśnica 1444 dos fills | Fills de Siemowit IV, va governar conjuntament. El 1434 els tres supervivents van dividir el territori: Siemowit va rebre Rawa, Casimir va rebre Bełz, i Ladislaus va rebre Płock. La mort de Siemowit i Casimir el 1442, ambdós sense descendència, va permetre Ladislaus reunir l'herència del seu pare. |
| Ladislau I                                | 1434-1442 | 1406/9                               | Płock                   | 11/12 de desembre de 1455                 |                                | Anna d'Oleśnica 1444 dos fills | Fills de Siemowit IV, va governar conjuntament. El 1434 els tres supervivents van dividir el territori: Siemowit va rebre Rawa, Casimir va rebre Bełz, i Ladislaus va rebre Płock. La mort de Siemowit i Casimir el 1442, ambdós sense descendència, va permetre Ladislaus reunir l'herència del seu pare. |
| Ladislau I                                | 1442-1455 | 1406/9                               | Płock, Bełz i Rawa-Rawa | 11/12 de desembre de 1455                 |                                | Anna d'Oleśnica 1444 dos fills | Fills de Siemowit IV, va governar conjuntament. El 1434 els tres supervivents van dividir el territori: Siemowit va rebre Rawa, Casimir va rebre Bełz, i Ladislaus va rebre Płock. La mort de Siemowit i Casimir el 1442, ambdós sense descendència, va permetre Ladislaus reunir l'herència del seu pare. |
| Anna de Lituània (regent)                 |           | c.1390?                              | 1429-1436               | 3 de maig/1 d'agost de 1458               | Varsòvia                       | Bolesław Januszowic, hereu de Varsòvia 1412 tres fills | Cunyat de Janusz I el vell; Regent en nom del seu fill. |
| Boleslau IV                               |           | 1421                                 | 1436-1454               | 10 de setembre de 1454                    | Varsòvia                       | Barbara Olelkovna de Slutsk-Kapy 1440/5 deu fills | |
| Margareta d'Opava-Ráciborz                |           | 1410                                 | 1442-1459               | 5 de juliol de 1459                       | Rawa-Gostynin                  | Siemowit V Entre el 15 d'octubre de 1434 i el 17 de febrer de 1437 un fill | va rebre Gostynin com a herència de la dona. Després de la mort d'ella va unir Płock. |
| Anna d'Oleśnica (regent)                  |           | 1425?                                | 1455-1459               | després del 15 d'agost de 1482            | Płock i Rawa-Rawa              | Władysław I 1444 dos fills | Regents en nom dels fills d'Anna. |
| Paul Giżycki, Bisbe de Płock (regent)     |           | 1400                                 | 1455-1459               | 28 de gener de 1463                       | Płock i Rawa-Rawa              | No es va casar | Regents en nom dels fills d'Anna. |
| Siemowit VI                               |           | 2 de gener de 1446                   | 1459-1462               | 31 de desembre de 1461/1 de gener de 1462 | Płock i Rawa (Rawa i Gostynin) | No es va casar | Fills de Ladislau I, van governar conjuntament. El 1459 va heretar Gostynin de la seva tia Margareta. Després de les seves morts, Masòvia va ser altra vegada reunificat pels fills de Boleslau IV. |
| Ladislau II                               |           | Després del 31 d'octubre de 1448     | 1459-1462               | 27 de febrer de 1462                      | Płock i Rawa (Rawa i Gostynin) | No es va casar | Fills de Ladislau I, van governar conjuntament. El 1459 va heretar Gostynin de la seva tia Margareta. Després de les seves morts, Masòvia va ser altra vegada reunificat pels fills de Boleslau IV. |
| Barbara Olelkovna de Slutsk-Kapy (regent) |           | 1421                                 | 1454-1462               | 10 de setembre de 1454                    | Varsòvia                       | Bolesław IV 1440/5 deu fills | Regents en nom dels fills de Barbara. |
| Paul Giżycki, Bisbe de Płock (regent)     |           | 1400                                 | 1454-1462               | 28 de gener de 1463                       | Varsòvia                       | | Regents en nom dels fills de Barbara. |
| Casimir III                               |           | 10 de juny de 1448/8 de juny de 1449 | 1462                    | 9 de juny de 1480                         | Varsòvia                       | No es va casar | Fills de Boleslau IV, van governar conjuntament. El 1462 van heretar la resta de Masòvia, reunificant el Ducat. Tanmateix, el 1471 van haver noves particions: Casimir va rebre Płock, i el 1475 va abdicar les seves terres en el seu germà Janusz, que no compartia la terra des de 1471; Conrad va rebre Czersk i Boleslau Varsòvia, que es van reunificar amb Czersk per Conrad després de la mort de Boleslau el 1488. El 1495, com a l'últim germà supervivent al poder, va reunificar tota Masòvia definitivament. |
| Casimir III                               | 1462-1471 | 10 de juny de 1448/8 de juny de 1449 | Masòvia                 | 9 de juny de 1480                         |                                | No es va casar | Fills de Boleslau IV, van governar conjuntament. El 1462 van heretar la resta de Masòvia, reunificant el Ducat. Tanmateix, el 1471 van haver noves particions: Casimir va rebre Płock, i el 1475 va abdicar les seves terres en el seu germà Janusz, que no compartia la terra des de 1471; Conrad va rebre Czersk i Boleslau Varsòvia, que es van reunificar amb Czersk per Conrad després de la mort de Boleslau el 1488. El 1495, com a l'últim germà supervivent al poder, va reunificar tota Masòvia definitivament. |
| Casimir III                               | 1471-1475 | 10 de juny de 1448/8 de juny de 1449 | Płock                   | 9 de juny de 1480                         |                                | No es va casar | Fills de Boleslau IV, van governar conjuntament. El 1462 van heretar la resta de Masòvia, reunificant el Ducat. Tanmateix, el 1471 van haver noves particions: Casimir va rebre Płock, i el 1475 va abdicar les seves terres en el seu germà Janusz, que no compartia la terra des de 1471; Conrad va rebre Czersk i Boleslau Varsòvia, que es van reunificar amb Czersk per Conrad després de la mort de Boleslau el 1488. El 1495, com a l'últim germà supervivent al poder, va reunificar tota Masòvia definitivament. |
| Boleslau V                                |           | c.1453                               | 1462                    | 27 d'abril de 1488                        | Varsòvia                       | Anna Radzanów 20 de juliol de 1477 (morganàtic, anul·lat el 1480) sense fills | Fills de Boleslau IV, van governar conjuntament. El 1462 van heretar la resta de Masòvia, reunificant el Ducat. Tanmateix, el 1471 van haver noves particions: Casimir va rebre Płock, i el 1475 va abdicar les seves terres en el seu germà Janusz, que no compartia la terra des de 1471; Conrad va rebre Czersk i Boleslau Varsòvia, que es van reunificar amb Czersk per Conrad després de la mort de Boleslau el 1488. El 1495, com a l'últim germà supervivent al poder, va reunificar tota Masòvia definitivament. |
| Boleslau V                                | 1462-1471 | c.1453                               | Masòvia                 | 27 d'abril de 1488                        |                                | Anna Radzanów 20 de juliol de 1477 (morganàtic, anul·lat el 1480) sense fills | Fills de Boleslau IV, van governar conjuntament. El 1462 van heretar la resta de Masòvia, reunificant el Ducat. Tanmateix, el 1471 van haver noves particions: Casimir va rebre Płock, i el 1475 va abdicar les seves terres en el seu germà Janusz, que no compartia la terra des de 1471; Conrad va rebre Czersk i Boleslau Varsòvia, que es van reunificar amb Czersk per Conrad després de la mort de Boleslau el 1488. El 1495, com a l'últim germà supervivent al poder, va reunificar tota Masòvia definitivament. |
| Boleslau V                                | 1471-1488 | c.1453                               | Varsòvia                | 27 d'abril de 1488                        |                                | Anna Radzanów 20 de juliol de 1477 (morganàtic, anul·lat el 1480) sense fills | Fills de Boleslau IV, van governar conjuntament. El 1462 van heretar la resta de Masòvia, reunificant el Ducat. Tanmateix, el 1471 van haver noves particions: Casimir va rebre Płock, i el 1475 va abdicar les seves terres en el seu germà Janusz, que no compartia la terra des de 1471; Conrad va rebre Czersk i Boleslau Varsòvia, que es van reunificar amb Czersk per Conrad després de la mort de Boleslau el 1488. El 1495, com a l'últim germà supervivent al poder, va reunificar tota Masòvia definitivament. |
| Janusz II                                 |           | 1455                                 | 1462                    | 16 de febrer de 1495                      | Varsòvia                       | No es va casar | Fills de Boleslau IV, van governar conjuntament. El 1462 van heretar la resta de Masòvia, reunificant el Ducat. Tanmateix, el 1471 van haver noves particions: Casimir va rebre Płock, i el 1475 va abdicar les seves terres en el seu germà Janusz, que no compartia la terra des de 1471; Conrad va rebre Czersk i Boleslau Varsòvia, que es van reunificar amb Czersk per Conrad després de la mort de Boleslau el 1488. El 1495, com a l'últim germà supervivent al poder, va reunificar tota Masòvia definitivament. |
| Janusz II                                 | 1462-1471 | 1455                                 | Masòvia                 | 16 de febrer de 1495                      |                                | No es va casar | Fills de Boleslau IV, van governar conjuntament. El 1462 van heretar la resta de Masòvia, reunificant el Ducat. Tanmateix, el 1471 van haver noves particions: Casimir va rebre Płock, i el 1475 va abdicar les seves terres en el seu germà Janusz, que no compartia la terra des de 1471; Conrad va rebre Czersk i Boleslau Varsòvia, que es van reunificar amb Czersk per Conrad després de la mort de Boleslau el 1488. El 1495, com a l'últim germà supervivent al poder, va reunificar tota Masòvia definitivament. |
| Janusz II                                 | 1475-1495 | 1455                                 | Płock                   | 16 de febrer de 1495                      |                                | No es va casar | Fills de Boleslau IV, van governar conjuntament. El 1462 van heretar la resta de Masòvia, reunificant el Ducat. Tanmateix, el 1471 van haver noves particions: Casimir va rebre Płock, i el 1475 va abdicar les seves terres en el seu germà Janusz, que no compartia la terra des de 1471; Conrad va rebre Czersk i Boleslau Varsòvia, que es van reunificar amb Czersk per Conrad després de la mort de Boleslau el 1488. El 1495, com a l'últim germà supervivent al poder, va reunificar tota Masòvia definitivament. |
| Conrad III el roig                        |           | 1447/8                               | 1462                    | 28 d'octubre de 1503                      | Varsòvia                       | Magdaena Stawrot 1468/70 (morganàtic) sense fills Desconegut abans del 20 de juliol de 1477 (morganàtic, divorci 1493?) sense fills Anna Radziwiłł entre el 29 de setembre de 1496 i el 2 d'abril de 1497 quatre fills | Fills de Boleslau IV, van governar conjuntament. El 1462 van heretar la resta de Masòvia, reunificant el Ducat. Tanmateix, el 1471 van haver noves particions: Casimir va rebre Płock, i el 1475 va abdicar les seves terres en el seu germà Janusz, que no compartia la terra des de 1471; Conrad va rebre Czersk i Boleslau Varsòvia, que es van reunificar amb Czersk per Conrad després de la mort de Boleslau el 1488. El 1495, com a l'últim germà supervivent al poder, va reunificar tota Masòvia definitivament. |
| Conrad III el roig                        | 1462-1471 | 1447/8                               | Masòvia                 | 28 d'octubre de 1503                      |                                | Magdaena Stawrot 1468/70 (morganàtic) sense fills Desconegut abans del 20 de juliol de 1477 (morganàtic, divorci 1493?) sense fills Anna Radziwiłł entre el 29 de setembre de 1496 i el 2 d'abril de 1497 quatre fills | Fills de Boleslau IV, van governar conjuntament. El 1462 van heretar la resta de Masòvia, reunificant el Ducat. Tanmateix, el 1471 van haver noves particions: Casimir va rebre Płock, i el 1475 va abdicar les seves terres en el seu germà Janusz, que no compartia la terra des de 1471; Conrad va rebre Czersk i Boleslau Varsòvia, que es van reunificar amb Czersk per Conrad després de la mort de Boleslau el 1488. El 1495, com a l'últim germà supervivent al poder, va reunificar tota Masòvia definitivament. |
| Conrad III el roig                        | 1471-1488 | 1447/8                               | Czersk                  | 28 d'octubre de 1503                      |                                | Magdaena Stawrot 1468/70 (morganàtic) sense fills Desconegut abans del 20 de juliol de 1477 (morganàtic, divorci 1493?) sense fills Anna Radziwiłł entre el 29 de setembre de 1496 i el 2 d'abril de 1497 quatre fills | Fills de Boleslau IV, van governar conjuntament. El 1462 van heretar la resta de Masòvia, reunificant el Ducat. Tanmateix, el 1471 van haver noves particions: Casimir va rebre Płock, i el 1475 va abdicar les seves terres en el seu germà Janusz, que no compartia la terra des de 1471; Conrad va rebre Czersk i Boleslau Varsòvia, que es van reunificar amb Czersk per Conrad després de la mort de Boleslau el 1488. El 1495, com a l'últim germà supervivent al poder, va reunificar tota Masòvia definitivament. |
| Conrad III el roig                        | 1488-1495 | 1447/8                               | Czersk i Varsòvia       | 28 d'octubre de 1503                      |                                | Magdaena Stawrot 1468/70 (morganàtic) sense fills Desconegut abans del 20 de juliol de 1477 (morganàtic, divorci 1493?) sense fills Anna Radziwiłł entre el 29 de setembre de 1496 i el 2 d'abril de 1497 quatre fills | Fills de Boleslau IV, van governar conjuntament. El 1462 van heretar la resta de Masòvia, reunificant el Ducat. Tanmateix, el 1471 van haver noves particions: Casimir va rebre Płock, i el 1475 va abdicar les seves terres en el seu germà Janusz, que no compartia la terra des de 1471; Conrad va rebre Czersk i Boleslau Varsòvia, que es van reunificar amb Czersk per Conrad després de la mort de Boleslau el 1488. El 1495, com a l'últim germà supervivent al poder, va reunificar tota Masòvia definitivament. |
| Conrad III el roig                        | 1495-1503 | 1447/8                               | Masòvia                 | 28 d'octubre de 1503                      |                                | Magdaena Stawrot 1468/70 (morganàtic) sense fills Desconegut abans del 20 de juliol de 1477 (morganàtic, divorci 1493?) sense fills Anna Radziwiłł entre el 29 de setembre de 1496 i el 2 d'abril de 1497 quatre fills | Fills de Boleslau IV, van governar conjuntament. El 1462 van heretar la resta de Masòvia, reunificant el Ducat. Tanmateix, el 1471 van haver noves particions: Casimir va rebre Płock, i el 1475 va abdicar les seves terres en el seu germà Janusz, que no compartia la terra des de 1471; Conrad va rebre Czersk i Boleslau Varsòvia, que es van reunificar amb Czersk per Conrad després de la mort de Boleslau el 1488. El 1495, com a l'últim germà supervivent al poder, va reunificar tota Masòvia definitivament. |
| Anna Radziwiłł (regent)                   |           | 1475/6                               | 1503-1518               | 15 de març de 1522                        | Masòvia                        | Conrad III entre el 29 de setembre de 1496 i el 2 d'abril de 1497 quatre fills | Regent en nom dels seus fills. |
| Janusz III                                |           | 27 de setembre de 1502               | 1518-1526               | 9/10 de març de 1526                      | Masòvia                        | No es va casar | Fills de Conrad III, van governar conjuntament. |
| Stanisław I                               |           | 17 de maig de 1501                   | 1518-1524               | 8 d'agost de 1524                         | Masòvia                        | No es va casar | Fills de Conrad III, van governar conjuntament. |
| Anna                                      |           | c.1498                               | 1526                    | Després del 26 de gener de 1557           | Masòvia                        | Stanisław Odrowąż 1536 un fill | L'últim de la dinàstia Piast. Germana de Stanislau i Janusz III. Anna va ser escollida duquessa pels nobles per mantenir la independència del Ducat. Sense èxit, perquè el mateix any, Masòvia va ser annexada al regne de Polònia. |